# Bertil Morsing

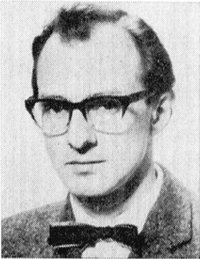
Bertil Morsing

Inge Bertil Morsing, född 18 juni 1928 i Upplands Väsby, Stockholms län, död där 13 februari 2015, var en svensk arkitekt.
Morsing, som var son till järnvägstjänsteman Artur Morsing och Inga Westerholm, avlade studentexamen i Stockholm 1948 och utexaminerades från Kungliga Tekniska högskolan 1954. Han anställdes hos arkitekt Nils Islinger 1953, hos Georg Varhelyi 1955, hos Lennart Brundin 1958 och var chef för arkitektgruppen inom Svenska Riksbyggen från 1963. Han var ledamot av byggnadsnämnden i Upplands-Väsby landskommun från 1964.